# 下大屋町
下大屋町（しもおおやまち）は、群馬県前橋市の地名。郵便番号は379-2102。2013年現在の面積は1.32km2。

## 地理
赤城山南麓の末端に位置している。南東には産泰神社の小高い丘がある。

## 歴史
江戸時代頃からある地名である。はじめは大胡城牧野氏領、元和2年に前橋藩領、明和5年幕府領代官前沢藤十郎支配地、天明5年に前橋藩領、天保14年に幕府領岩鼻代官林部善太左衛門支配地、弘化2年から武蔵岩槻領となる。
もとは当町と北に隣接する上大屋（現:上大屋町）と1つであったが、上、下に分かれた。

### 年表
- 1889年4月1日 町村制施行により、下大屋村は荒子村、ニ之宮村、今井村、富田村、荒口村、泉沢村、飯土井村、新井村、西大室村、東大室村と合併し南勢多郡荒砥村が成立する。
- 1896年4月1日 南勢多郡と東群馬郡が統合し勢多郡となる。
- 1957年2月20日 木瀬村と合併し城南村が成立する。
- 1967年5月1日 城南村が前橋市へ編入される。そのため前橋市市下大屋町となる。

### 地名の由来
大屋の「おお」は美称であり、「や」は家のこと、「おおや」は大家、豪族を意味している。

## 世帯数と人口
2017年（平成29年）8月31日現在の世帯数と人口は以下の通りである。
| 町丁     | 世帯数  | 人口  |
| -------- | ------- | ----- |
| 下大屋町 | 222世帯 | 601人 |

## 小・中学校の学区
市立小・中学校に通う場合、学区は以下の通りとなる。
| 番地 | 小学校             | 中学校             |
| ---- | ------------------ | ------------------ |
| 全域 | 前橋市立荒子小学校 | 前橋市立荒砥中学校 |

## 交通

### 鉄道
鉄道駅はない。

### 道路
国道は通っておらず、県道は群馬県道74号伊勢崎大胡線、群馬県道76号前橋西久保線が通っている。

## 施設
- 産泰神社